# Dmitri Olegowitsch Rogosin

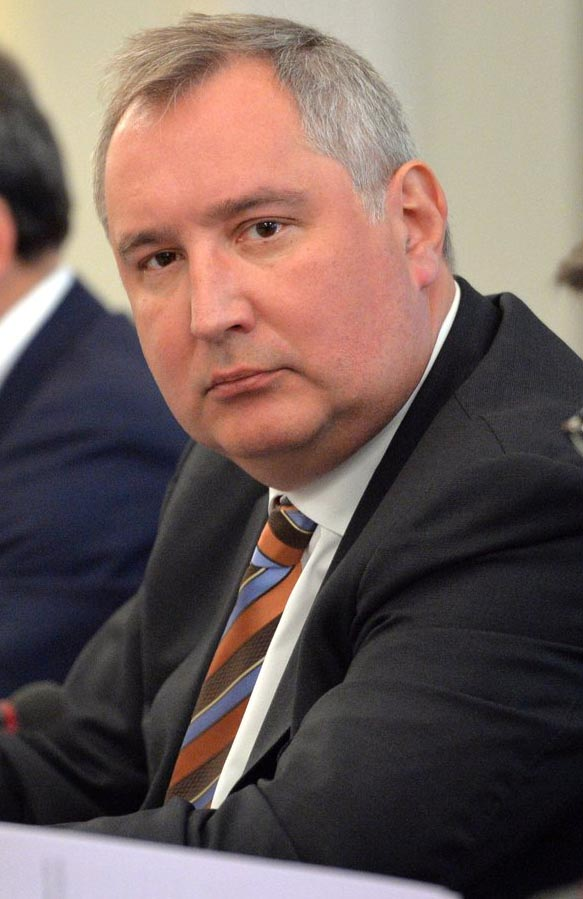
Dmitri Rogosin (2015)

Dmitri Olegowitsch Rogosin (russisch Дмитрий Олегович Рогозин, wiss. Transliteration Dmitrij Olegovič Rogozin; * 21. Dezember 1963 in Moskau, Sowjetunion) ist ein russischer ethnonationalistischer Politiker und Diplomat.
Von 1997 bis 2007 war er Abgeordneter der Duma, von 2008 bis 2011 ständiger Vertreter der Russischen Föderation bei der NATO, von 2011 bis 2018 einer der Stellvertretenden Ministerpräsidenten in der Regierung der Russischen Föderation, von 2018 bis 2022 Leiter der russischen Raumfahrtorganisation Roskosmos und seit 2023 ist er Abgeordneter im Föderationsrat.
Rogosin vertritt imperialistische Positionen und pflegt Kontakte zu rechtsextremen Personen und Vereinigungen.

## Leben
Rogosins Vater, Oleg Konstantinowitsch Rogosin, war Generalleutnant der sowjetischen Armee und bis 1989 Vizechef des Rüstungsdienstes im Verteidigungsministerium der Sowjetunion. Nach seiner Schulausbildung studierte Rogosin an der Journalistischen Fakultät der Lomonossow-Universität und schloss als Diplom-Journalist ab. 1988 erwarb er ein Diplom als Wirtschaftswissenschaftler. 1992 besuchte er Transnistrien, was ihn später dazu verleitete, zu behaupten, er habe „selbst um Transnistrien gekämpft“.
1993 wurde er Mitglied der ethnonationalistischen Organisation Kongress der Russischen Gemeinschaften (KRO). Die Organisation befasste sich schwerpunktmäßig mit der behaupteten Diskriminierung der russischen Mehrheit durch ethnische Minderheiten, dem Schutz ethnischer Russen im postsowjetischen Raum sowie der Wiederherstellung der „historischen Natürlichkeiten“ des russischen Territoriums. Rogosin und andere russische Ethnonationalisten sind der Ansicht, dass die Interessen ethnischer Russen in und außerhalb Russlands ignoriert werden. Die KRO wurde von Alexander Lebed geführt. Kurze Zeit später übernahm Rogosin diese Position von Lebed. 1996 erwarb Rogosin den akademischen Grad Kandidat der Wissenschaften in Philosophie.

### Abgeordneter der Duma
Bei der Parlamentswahl in Russland 1993 war Rogosin Kandidat im Nördlichen Wahlkreis in Moskau (Nr. 199)  und wurde mit 8,44 % der Stimmen nicht gewählt. Bei der Parlamentswahl 1995 kandidierte er auf der Liste des Kongresses der russischen Gemeinschaften, der jedoch an der 5-Prözent-Hürde scheiterte. Bei einer Nachwahl im Wahlkreis Anna (Nr. 74) am 23. März 1997 wurde er mit 37,91 % der Stimmen zum Abgeordneten der Duma gewählt. Er wurde Mitglied der Abgeordnetengruppe Russische Regionen. Bei der Parlamentswahl 1999 wurde er mit 32,52 % der Stimmen erneut im Wahlkreis Anna gewählt und trat anschließend der Abgeordnetengruppe Volksabgeordneter bei. Ab dem 19. Januar 2000 war er Vorsitzender des Ausschusses für internationale Angelegenheiten. Im September 2001 wurde er zum stellvertretenden Vorsitzenden der neu gegründeten Volkspartei der Russischen Föderation gewählt, die er im Februar 2003 wieder verließ. Vom 13. Juli 2002 bis 20. Januar 2004 war er Sonderbeauftragter des russischen Präsidenten für Probleme der Oblast Kaliningrad im Zusammenhang mit der Erweiterung der Europäischen Union.
Bekanntheit erlangte er als Mitglied der linksnationalistischen Partei Rodina, die zunächst ein Wahlblock mehrerer Parteien war. Bei der Parlamentswahl 2003 gewann er als Kandidat des Blocks Rodina mit 78,88 % der Stimmen das Mandat im Wahlkreis Anna. Neben Sergei Nikolajewitsch Baburin und Sergei Jurjewitsch Glasjew gehörte Rogosin zu den sichtbarsten Abgeordneten von Rodina. Vom 29. Dezember 2003 bis zum 5. März 2004 war er stellvertretender Vorsitzender der Staatsduma. Nach der Gründung der Partei Rodina im Februar 2004 wurde er deren Vorsitzender. Ab März 2004 war er außerdem Vorsitzender der Fraktion Rodina. Vor den Wahlen zur Moskauer Stadtduma 2005 trat Rogosin in einem fremdenfeindlichen Wahlspot seiner Partei auf, in welchem dazu aufgerufen wird, Moskau von „Müll“ zu säubern, womit Zuwanderer aus dem Kaukasus gemeint waren. Wegen des unerwarteten Erfolgs der Partei bei der Parlamentswahl 2003 und der wachsenden Beliebtheit führender Rodina-Politiker veranlasste der Kreml die Auflösung der Partei 2006. Zuvor hatte Rogosin bereits im März 2006 den Parteivorsitz und im April 2006 den Fraktionsvorsitz niedergelegt.
Nach seinem Ausscheiden aus der Partei Rodina organisierte er gemeinsam mit der Bewegung gegen illegale Immigration (DPNI) den jährlich stattfindenden Russischen Marsch. 2007 gründete Rogosin mit Andrej Saweljow von der DPNI die Bewegung Welikaja Rossija (Großes Russland), eine Vereinigung russischer Nationalisten, aus der eine Partei entstehen sollte. Rogosin ist seitdem in der Bewegung aktiv, den Vorsitz übernahm jedoch Saweljow.

### Vertreter Russlands bei der NATO
Im Januar 2008 wurde Rogosin vom damaligen russischen Staatspräsidenten Wladimir Putin zum Vertreter der Russischen Föderation bei der NATO in Brüssel ernannt. Am 23. Dezember 2011 wechselte er in die Regierung der Russischen Föderation als Vizepremier. Beim Internationalen Politikforum in Jaroslawl 2011 sagte er, dass der Westen Russland mit Multikulturalismus und „übermäßiger Toleranz“ gegenüber Minderheiten infiziert habe. Infolgedessen würden Nicht-Russen zu stark bevorzugt, wohingegen Russen sozialen und ethnischen Diskriminierung ausgesetzt seien. Schon 2009 hatte Alexander J. Motyl Rogosin zu den „Mainstream-Faschisten“ Russlands gezählt.
Rogosin pflegt Kontakte zur rechten Partei Rassemblement National in Frankreich. Seine Amtszeit als Vertreter der Russischen Föderation bei der NATO endete im Dezember 2011, als er in die Regierung der Russischen Föderation wechselte.

### Stellvertretender Ministerpräsident
Von Dezember 2011 bis Mai 2018 war Rogosin einer der Stellvertretenden Ministerpräsidenten in der Regierung der Russischen Föderation.
Am 17. März 2014 wurde Rogosins Name auf die Liste derjenigen gesetzt, deren Vermögen in den USA als Reaktion auf die Annexion der Krim durch Russland blockiert wird. Einige Tage später wurde er auch auf die Sanktionsliste Kanadas und der EU gesetzt, damit unterliegt Rogosin einem Einreiseverbot für das Gebiet der EU und Kanadas. Rogosin antwortete, dass die russische Rüstungsindustrie viele Möglichkeiten biete, ohne Visum die Welt zu bereisen. Rogosins provokative Äußerungen gegenüber dem Ausland sind allgemein bekannt.
Am 9. Mai 2014 sorgte er für diplomatische Verstimmungen, als er per Twitter verkündete, Rumänien nächstens mit einem Tu-160-Bomber zu besuchen. Auch für Indien ist eine Aussage Rogosins bekannt; im Jahr 2012 hatte Rogosin erklärt, man dürfe ihm ins Gesicht spucken, sollte sein Land jemals Waffen an Indiens Feinde liefern. In Indien wurde mit Empörung registriert, dass Russland im Frühjahr 2014 Rüstungsgeschäfte mit Pakistan abgeschlossen hat.
Nach Bauverzögerungen übernahm Rogosin 2014 die Koordination der Baustelle des Kosmodroms Wostotschny im Fernen Osten Russlands. Das Kosmodrom Wostotschny soll den auf kasachischem Gebiet liegenden Startplatz Baikonur ergänzen und die Abhängigkeit von Kasachstan verringern.

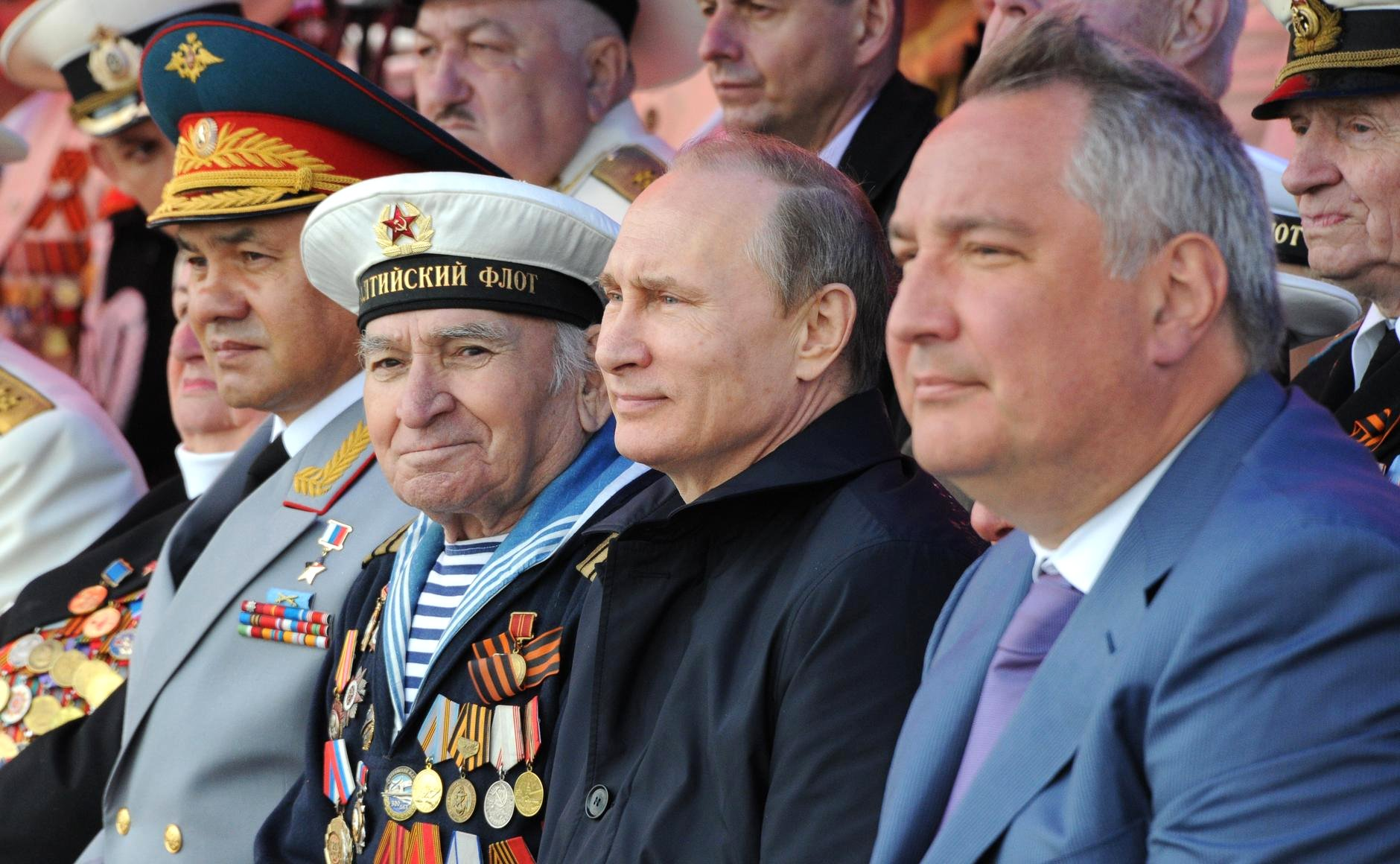
Rogosin mit Wladimir Putin und Sergei Schoigu (links), 2015

Rogosin sagte als Chef der russischen Arktis-Kommission im Mai 2015 im russischen Fernsehen, dass die Arktis eine besonders wichtige Rolle für Russland spiele. „Es ist unser Territorium, es ist unser Schelf, und wir werden für seine Sicherheit sorgen und dort Geld verdienen“, sagte er. Andere Staaten würden Russland zwar vermutlich auf die Sanktionsliste setzen, „aber Panzer brauchen kein Visum“, fügte Rogosin hinzu.
Im Juli 2017 kam es zu einem diplomatischen Eklat zwischen Rumänien und Russland. Auf dem Weg in die moldauische Hauptstadt Chișinău verwehrten rumänische Offizielle dem Flugzeug, in dem auch Rogosin saß, den Überflug und zwangen die Maschine zum Abdrehen. Diese landete daraufhin in der belarussischen Hauptstadt Minsk.
Rogosin gestaltete als stellvertretender Ministerpräsident diverse Dossiers mit, so in der Raumfahrt, der Binnenschifffahrt oder dem Zivilschutz, dies in insgesamt 22 Arbeitsgebieten.

### Leiter von Roskosmos
Seit Mai 2018 war Rogosin Leiter der russischen Raumfahrtorganisation Roskosmos.
Im Dezember 2020 gewann Dmitry Rogosin eine Ehrverletzungsklage gegen drei Medien, welche ihn als „Bestatter der russischen Weltraumfahrt“ bezeichnet hatten, weil er nach deren Meinung die großen Designbüros und Institute Russlands zugrunde richten würde.
Nach dem von ihm unterstützten russischen Überfall auf die Ukraine und den anschließend verhängten Sanktionen gegen Russland drohte Rogosin im März 2022 indirekt mit einem Absturz der ISS auf Gebieten westlicher Staaten. Am 15. Juli 2022 wurde er als Leiter von Roskosmos entlassen; sein Nachfolger wurde Juri Borissow.

### Berater im Russisch-Ukrainischen Krieg
Nach Spekulationen über anschließende Tätigkeiten war er in der Ukraine als militärischer Berater in den russisch besetzten Gebieten tätig, wo er am 21. Dezember 2022 gemeinsam mit dem ehemaligen Regierungschef der Volksrepublik Donezk in einem Hotel bei Donezk verwundet wurde.
Am 23. September 2023 wurde er zum Abgeordneten des Föderationsrats für die Exekutive der Oblast Saporoschje ernannt.

## Vetternwirtschaft als Ministerpräsident
Im Februar 2018 berichtete der Investigativjournalist Roman Anin in der Nowaja gaseta über Vetternwirtschaft Rogosins bei den russischen Streitkräften. So vergab das Militär Aufträge an Unternehmen, bei denen sein Sohn und Neffe Anteile besaßen.
Rogosin selbst lebt mit seiner Frau in einer 7 Mio. US-Dollar teuren Residenz im Stadtteil Kunzewo in Moskau.
Im Dezember 2012 erklärte Rogosin, er wolle in Zukunft mit einem umgebauten GAZ-2975 Tigr zur Arbeit fahren, um für die russische Produktion zu werben.

## Privates
Rogosin ist seit 1983 mit der russischen Sängerin und Dichterin Tatjana Rogosina (geb. Serebrjakowa) verheiratet. 
Aus der Ehe ging 1983 ein Sohn hervor, der Politiker Alexei Rogosin. Rogosin ist russisch-orthodoxer Konfession.

## Publikationen
Rogosin war an diversen Publikationen beteiligt, so ein „Manifest der Wiedergeburt Russlands“ (1995) oder das „Es ist Zeit, Russland zurück zu gewinnen“ (1996); er vergleicht darin die Rückgewinnung „russischen“ Raumes mit der Wiedervereinigung Deutschlands.
2006 vertrat er in seinem Buch „Volksfeind“ die Meinung, dass die ukrainische Halbinsel Krim und große Teile des ukrainischen Festlandes sowie Belarus, die Kosakensteppen Kasachstans, Transnistrien und das Baltikum das „Stammterritorium der russischen Nation“ seien.
Im Herbst 2014 schrieb er das Vorwort zu Iwan Mironows Buch über die „Palastverschwörung“, welche zum „Verrat und Verkauf“ Alaskas geführt hatte.

## Auszeichnungen
- Alexander-Newski-Orden (2018)[7]
- P.-A.-Stolypin-Medaille I. Klasse (2018)[7]
- Dostyk-Orden II. Klasse (2021)[7]
- Ehrenbürger von Baikonur (2022)[7]